# Saarland-Raffinerie
Die Saarland-Raffinerie (SLR) war eine Erdölraffinerie in Völklingen-Fürstenhausen, Saarland. Die Raffinerie wurde als eine Tochter der Saarbergwerke 1967 in Betrieb genommen. Aufgrund von Überkapazitäten auf dem europäischen Raffineriemarkt war die Saarland-Raffinerie nicht mehr wettbewerbsfähig und wurde Ende September 1985 stillgelegt.

## Geschichte
Um sich neben dem Kohlebergbau ein weiteres Standbein zu sichern, entschlossen sich die Saarbergwerke ab 1965 in die Mineralölverarbeitung einzusteigen. So wurde neben dem Kauf der Frisia Raffinerie in Emden auch der Bau einer weiteren Raffinerie in Völklingen geplant. Schon Mitte 1966 wurde mit dem Bau in der Nähe der Kokerei Fürstenhausen begonnen. An der Raffinerie war auch die Elf beteiligt.
Die Raffinerie nahm den Betrieb 1967 auf und war als einfache Hydroskimming oder auch Heizölraffinerie ausgelegt.
Zur Versorgung der Raffinerie mit Erdöl war diese an die Südeuropäische Pipeline (SEPL) angeschlossen. Diese lieferte das Erdöl aus dem Marseille Europort ins Saarland und auch an weitere Raffinerien wie die Miro in Karlsruhe.
Im Jahr 1978 betrug die Erdöldestillationskapazität 3,6 Mio. Tonnen. Aufgrund fehlender Konversionsanlagen musste die Raffinerie wie auch die Frisia das unwirtschaftliche schwere Heizöl mit Verlust vermarkten, was die Wettbewerbsfähigkeit stark einschränkte.
Aufgrund der harten Wettbewerbsbedingungen auf dem Raffineriemarkt in den 1980er Jahren musste sie unter ihrem Geschäftsführer Michel-Pierre Detalle (* 1932) wie weitere Raffinerien den Betrieb aufgeben. Das 18 ha große Gelände in der Kokereistraße wurde durch die RAG saniert und wird als Gewerbegebiet vermarktet.